# Madonna mit Kind (Guillos)

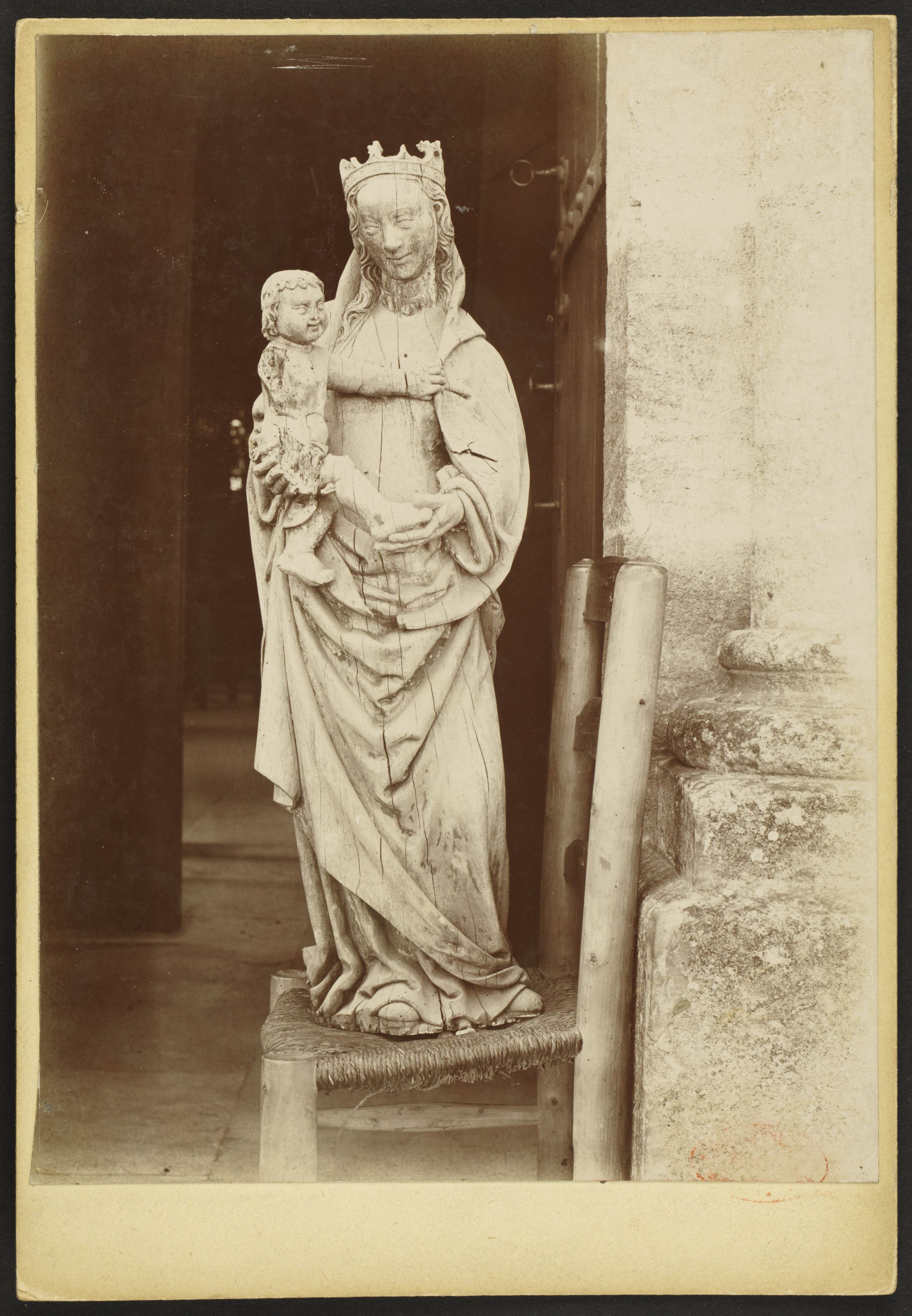
Madonna mit Kind in Guillos (Foto von Jean-Auguste Brutails, um 1900)

Die Skulptur Madonna mit Kind in der Kirche St-Martin in Guillos, einer französischen Gemeinde im Département Gironde der Region Nouvelle-Aquitaine, wurde im 15. Jahrhundert geschaffen. Im Jahr 1903 wurde die gotische Skulptur als Monument historique in die Liste der denkmalgeschützten Objekte (Base Palissy) in Frankreich aufgenommen.
Die Skulptur aus Holz ist 90 cm hoch. Das Jesuskind sitzt auf dem rechten Arm von Maria, die eine Krone auf dem Kopf hat, und wendet sein zufrieden aussehendes Gesicht in Richtung seiner Mutter. Die vielen Falten von Marias Kleid geben ihrer Erscheinung eine Fülle.